# Catoptria cabardinica
Catoptria cabardinica is een vlinder uit de familie grasmotten (Crambidae). De wetenschappelijke naam is voor het eerst geldig gepubliceerd in 1999 door Bolov.
De soort komt voor in Europa.